# Norrbottens södra domsagas valkrets
Norrbottens södra domsagas valkrets var vid riksdagsvalen till andra kammaren 1866–1869 en egen valkrets med ett mandat. Valkretsen motsvarade ungefär landsbygden i dagens Arjeplogs, Arvidsjaurs, Piteå, Jokkmokks, Älvsbyns och Gällivare kommuner samt de södra delarna av landsbygden i dagens Luleå kommun (däremot inte Luleå och Piteå städer).
Valkretsen avskaffades inför riksdagsvalet 1872 och delades då i Norrbottens södra domsagas södra valkrets och Norrbottens södra domsagas norra valkrets.

## Riksdagsmän
- August Danielsson, lmp (1867–1869)
- Anders Bäckström, lmp (1870–1872)